# Королевство Галиции и Лодомерии

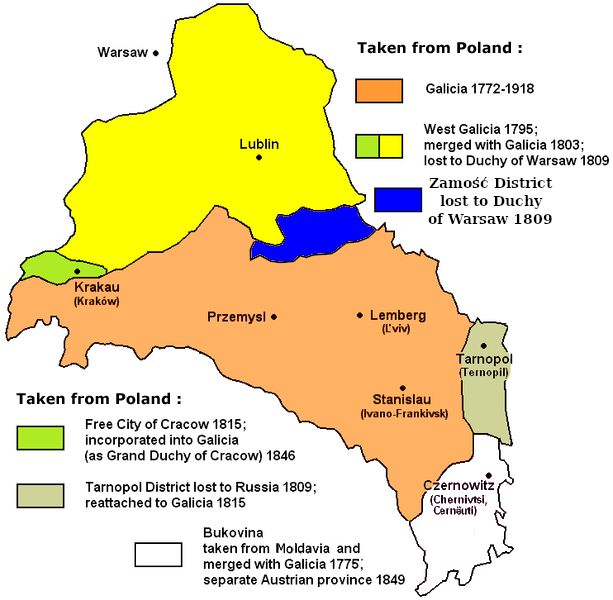
Территориальные изменения королевства в 1772—1918 годах.

Короле́вство Гали́ции и Лодоме́рии с Вели́ким кня́жеством Кра́ковским и кня́жествами Осве́нцима и За́тора (Королевство Галиции и Владимирии (Königr. Galizien & Lodomerien), лат. Regnum Galiciae et Lodomeriae, нем. Königreich Galizien und Lodomerien mit dem Großherzogtum Krakau und den Herzogtümern Auschwitz und Zator; пол. Królestwo Galicji i Lodomerii wraz z Wielkim Księstwem Krakowskim i Księstwami Oświęcimia i Zatoru; укр. Королівство Галичини та Володимирії з Великим князіством Краківським і князівствами Освенцима і Затору) — коронная земля на востоке Габсбургской монархии, со столицей во Львове, образованная после первого раздела Речи Посполитой в 1772 году.
Коронная земля включала в себя Галицию и Малую Польшу. Занимала территорию современных Ивано-Франковской, Львовской и Тернопольской (кроме северных земель) областей Украины, Подкарпатского и большей части Малопольского воеводств Польши. Была преимущественно населена поляками в западной части и русинами — в восточной.

## История
Впервые это название было использовано венгерским королём Андрашем II, который после смерти в 1205 году Романа Мстиславича Великого претендовал на престол Галицко-Волынской Руси и был коронован как «Божьей милостью король Венгрии, Далмации, Хорватии, Рима, Сербии, Галиции и Лодомерии» (лат. Dei gratia, Hungariae, Dalmatiae Croatiae, Romae, Serviae, Galliciae, Lodomeriaeque rex). Монархи из династии Романовичей также использовали в своих титулах это название. Потомки короля Даниила (Романовича Галицкого) имели титул «король Руси» («Rex Russiae») и «duces totius terrae Russiae, Galicie et Ladimirie» («король Руси» и «князь всей земли русской, галицкой и владимирской»).
В древнеславянском Галицко-Волынском княжестве после пресечения по мужской линии рода правящей династии Романовичей был призван на престол Юрий II Болеслав — сын Тройдена І Пяста и Марии Юрьевны, дочери короля Руси Юрия I Львовича. После его смерти в 1340 году начались войны за галицко-волынское наследство, в результате которых Галицкая земля вошла в состав Польского королевства Казимира Великого из династии Пястов, а Волынь осталась за Гедиминовичами. Ещё в конце XIII века как приданое за дочерью Льва Даниловича владения в Закарпатье отошли к венгерской короне. В 1372 году король Венгрии и Польши Людовик I Великий включил Галицкую землю в состав Венгрии, но в 1387 году его дочь Ядвига, королева Польши, включила Галицкое королевство в состав королевства Польского. В 1434 году король Владислав III Варненьчик образовал из галицко-волынских земель воеводства, а позднее Галичина и Волынь вошли в состав Речи Посполитой в качестве польских коронных земель.
С Первым разделом Польши в 1772 году Русское и Белзское воеводства составили королевство, потом вошедшее в состав Австрийской империи и затем Австро-Венгрии в качестве восточной части королевства Галиции и Лодомерии. В 1775 году к нему от Молдавского княжества, в качестве Черновицкого округа, отошла и Буковина. В королевстве постоянно шла политическая борьба между поляками и украинцами.
Всего по данным переписи 1910 года, в Восточной Галиции из 5 300 000 жителей польский язык указало родным 39,8 %, украинский — 58,9 %; впрочем, эту статистику подозревают в необъективности, так как проводившие перепись чиновники были в основном этнические поляки. Кроме того, в число польскоязычного населения входили также этнические евреи.
После распада Австро-Венгрии на территории Галиции короткое время существовали Русская народная республика лемков, Западно-Украинская народная республика и Галицкая социалистическая советская республика, однако по результатам советско-польской и украинско-польской войн вся территория королевства вошла в состав Второй Речи Посполитой.

## Административное деление

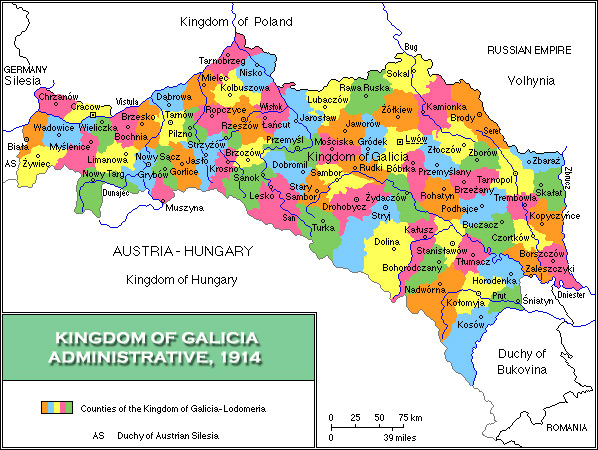
Административное деление Галиции в 1914 году.

После первого раздела Польши земли Речи Посполитой вошли в состав новосозданной австрийской провинции — Королевства Галиции и Лодомерии. Столицу провинции планировалось сделать в Ярославе (городе, находящимся в центре королевства), рассматривалась также кандидатура Пшемысля, однако в конце концов власти остановились на Львове, как на самом большом городе провинции[страница?][страница?].
Сначала в 1774 году территория королевства была разделена на 6 цыркулов: Белзский, Червоноруский, Краковский, Люблинский, Подольский и Сандомирский, которые в свою очередь делились на 59 дистриктов. В 1777 году число дистриктов было уменьшено до 19, а в 1782 году административное деление было реорганизовано, и королевство стало делиться на 19 цыркулов.
Окончательные границы провинции были установлены на Венском конгрессе, а коронным краем она стала с 1850 года.

Флаг Галиции до 1849 года
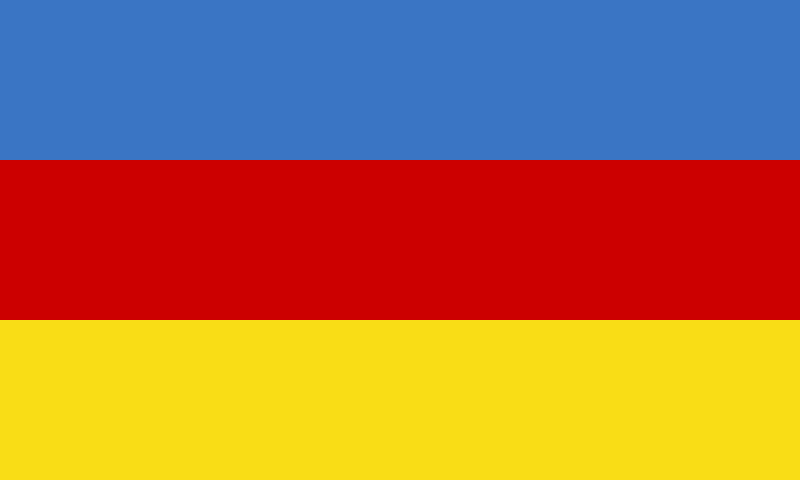
Флаг Галиции в 1849—1890 годы
Флаг Галиции в 1890—1918 годы

## Этнический состав
По сведениям Энциклопедического словаря Брокгауза и Ефрона, народонаселение Галиции до начала XX века было в основной массе славянским; оно разделялось почти поровну на русинов и поляков (86 % = 2 x 43 %).
| Группа населения                    | Восточная Галиция (55 300 км²) | Западная Галиция (23 200 км²) |
| ----------------------------------- | ------------------------------ | ----------------------------- |
| русины (и другие восточные славяне) | 64,5 %                         | 13,2 %                        |
| поляки                              | 21,0 %                         | 78,7 %                        |
| евреи                               | 13,7 %                         | 7,6 %                         |
| немцы                               | 0,3 %                          | 0,3 %                         |
| другие                              | 0,5 %                          | 0,2 %                         |

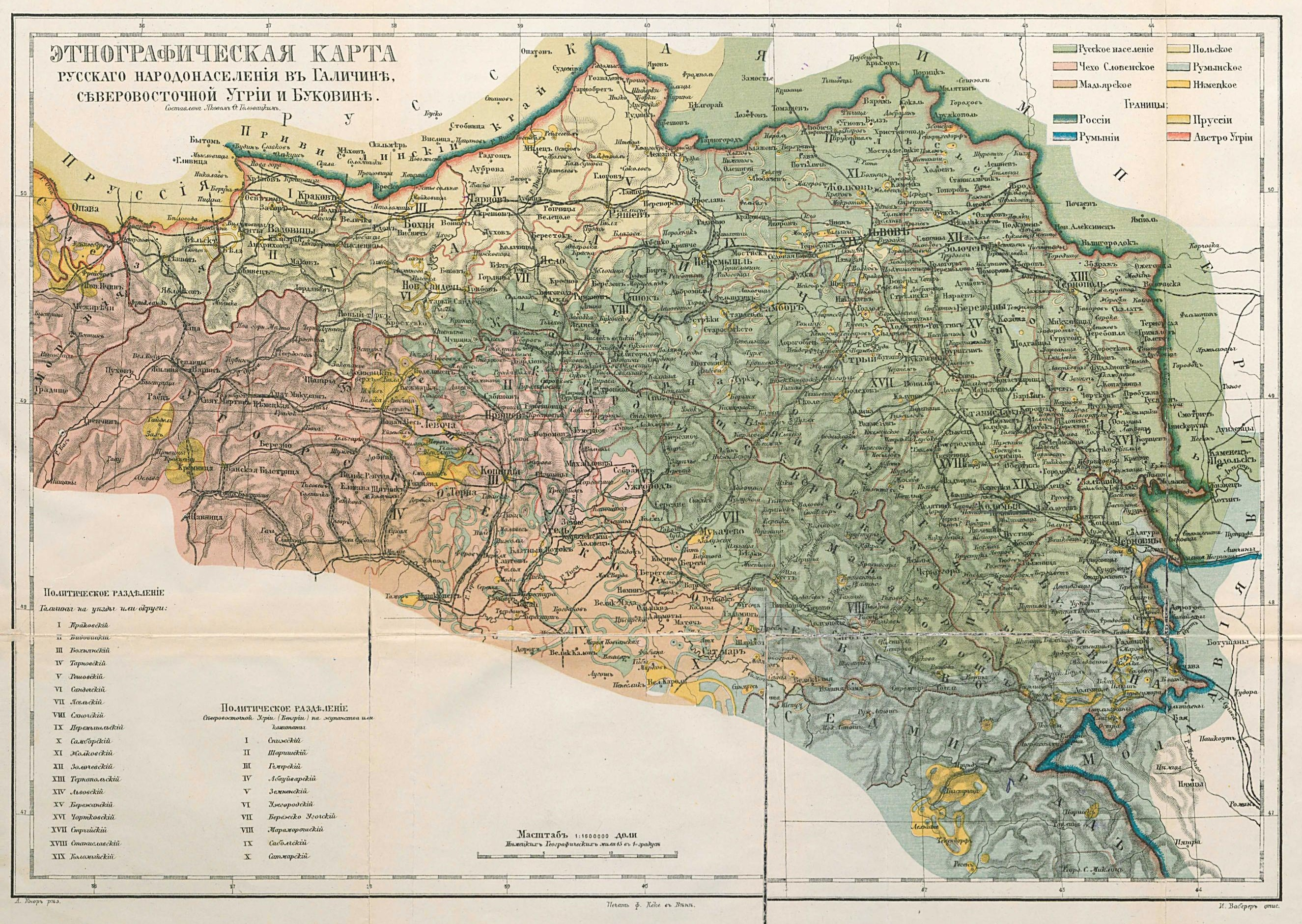
Этнографическая карта населения Галиции и Буковины (Яков Головацкий, 1878 год)

Русины (самоназвание русняки) — историческое самоназвание жителей Западной Руси. Вследствие национального движения в первой половине ХІХ — начале XX века оно было постепенно вытеснено этнонимом «украинцы».

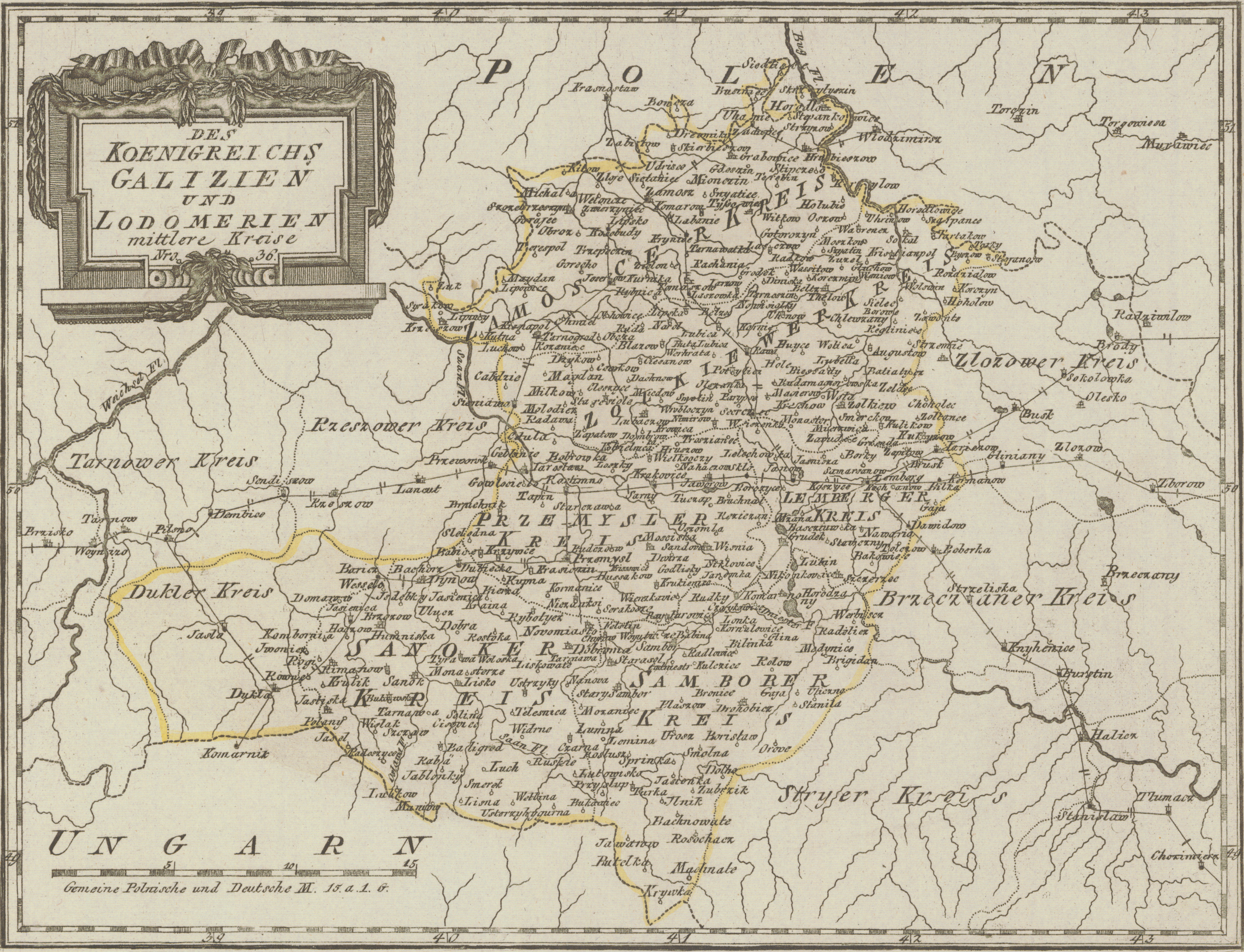
Карта 1791 года.

Религиозные, этнографические и даже социальные условия вызвали антипатию между двумя главными народностями в Галиции. Поляки занимали западную, гораздо меньшую часть страны, до реки Сана (отсюда галицкая пословица: «Знай, ляше, по Сан — наше») в низменности и только до Попрада — в горах. Все остальное пространство (3/4 страны) было заселено русинами, но и здесь помещики, большая часть чиновников, жители Львова и, в меньшей мере, других больших городов, а также население нескольких деревень в окрестностях Львова и в Подолии — были поляками, которые господствовали в администрации, суде, на сейме и т. д.